# Vollsjö socken
Vollsjö socken i Skåne ingick i Färs härad, ingår sedan 1974 i Sjöbo kommun och motsvarar från 2016 Vollsjö distrikt.
Socknens areal är 20,19 kvadratkilometer varav 20,05 land. År 2000 fanns här 1 094 invånare.  Tätorten Vollsjö samt kyrkbyn Vollsjöby med sockenkyrkan Vollsjö kyrka ligger i socknen. 

## Administrativ historik
Socknen har medeltida ursprung. 
Vid kommunreformen 1862 övergick socknens ansvar för de kyrkliga frågorna till Vollsjö församling och för de borgerliga frågorna bildades Vollsjö landskommun. Landskommunen utökades 1952 och uppgick 1974 i Sjöbo kommun. Församlingen uppgick 2002 i Fränninge-Vollsjö församling som 2010 uppgick i en återbildad Vollsjö församling.
1 januari 2016 inrättades distriktet Vollsjö, med samma omfattning som församlingen hade 1999/2000.  
Socknen har tillhört län, fögderier, tingslag och domsagor enligt vad som beskrivs i artikeln Färs härad. De indelta soldaterna tillhörde Skånska dragonregementet, Sallerups Sqvadron, Lif-Kompaniet.

## Geografi
Vollsjö socken ligger nordost om Sjöbo kring Vollsjöån. Socknen är en odlad slättbygd.

## Fornlämningar
Från stenåldern är lösfynd och en boplats funna. 

## Namnet
Namnet skrevs 1358 Walöso och kommer från kyrkbyn. Förleden innehåller vall, 'slät, gräsbevuxen mark'. Efterleden är lösa, 'glänta; äng'.